# Frédéric Guéguen
Frédéric Guéguen (Brest, 2 dicembre 1970) è un allenatore di calcio ed ex calciatore francese, di ruolo portiere, tecnico in seconda del Grenoble.

## Carriera
Vanta 33 presenze e 58 reti subite in Ligue 1.